# Sørvágsvatn
El Sørvágsvatn o Leitisvatn és el llac més gran de les illes Fèroe. Està situat a l'illa de Vágar entre els municipis de Sørvágur i Vágar. La seva superfície és de 3,4 km², més de tres vegades la mida del Fjallavatn, el segon llac més gran de l'arxipèlag, també situat a Vágar.

## Nom
Entre els habitants de la zona, hi ha un desacord pel que fa al nom del llac. Els habitants de Sørvágur, a l'oest, prefereixen anomenar-lo Sørvágsvatn, que significa "el llac de Sørvágur". Els habitants de Miðvágur i Sandavágur, a l'est, prefereixen dir-n'hi Leitisvatn, que significa "el llac de Leiti", referint-se al territori del costat est.
El poble de Miðvágur està situat més a prop del llac que Sørvágur, però es considera que aquest últim es va fundar abans. Sørvágur, juntament amb Bøur i Sandavágur, és considerat un dels tres assentaments originals de Vágar. Aquests van dividir la terra de l'illa en tres regions iguals de 60 marques, la qual cosa situaria el llac a la regió de Sørvágur.
La gent local s'hi acostuma a referir simplement amb l'apelatiu de Vatnið ("el llac"). El debat apareix quan algú forà s'hi refereix amb un dels noms amb què se'l coneix.

## Geografia
El llac és molt a prop de l'oceà, però la seva superfície es troba a uns 40 metres per sobre del nivell del mar. Està envoltat per un penya-segat superior que impedeix que es buidi completament a l'oceà. La cascada de Bøsdalafossur és l'unica sortida que té al mar. La major alçada dels penya-segats a banda i banda de la cascada de Bøsdalafossur pot donar la il·lusió des de certes perspectives que el llac es troba més elevat del nivell del mar del que realment està.

## Història
Durant la Segona Guerra Mundial, l'exèrcit britànic va construir un camp d'aviació a l'oest del llac. També van construir-hi una base per a donar suport als hidroavions. El primer avió que va aterrar al llac va ser un Catalina del comandament costaner de la Royal Air Force (RAF), el 1941.